# Eli Franco
Eli Franco (* 19. Juni 1953 in Tel Aviv) ist ein israelischer Indologe.

## Leben
Er erwarb 1976 den B.A. in Philosophie und jüdischer Philosophie an der Universität Tel Aviv, 1978 das Diplôme de l’École des hautes études en sciences sociales, 1980 das Doctorat 3e cycle an der Université de Paris X und L’Ecole Pratique des Hautes Etudes bei Charles Malamoud und 1997 die Habilitation im Fachgebiet Indologie, Fachbereich Orientalistik der Universität Hamburg. Seit 2004 ist er Inhaber des Lehrstuhls für Indologie am Institut für Indologie und Zentralasienwissenschaften der Universität Leipzig.

## Schriften (Auswahl)
- Perception, knowledge and disbelief. A study of Jayarāśi's scepticism. Delhi 1994, ISBN 81-208-1119-4.
- Dharmakīrti on compassion and rebirth. Wien 1997, OCLC 963483915.
- The Spitzer manuscript. The oldest philosophical manuscript in Sanskrit. Wien 2004, ISBN 3-7001-3301-4.
- mit Miyako Notake: Dharmakīrti on the duality of the object. Pramāṇavārttika III 1 – 63. Wien 2014, ISBN 3-643-90486-X.